# 코드카데미

코드카데미(Codecademy)는 프로그래밍을 학습할 수 있는 온라인 플랫폼이다. 자바스크립트, PHP, 파이썬2, 루비 등 프로그래밍 언어와 HTML, CSS 등의 마크업 언어 과정이 있다. 2011년 9월 기준 55만명이 강의를 수강했다.

## 역사
2011년 8월 자크 심스(Zach Sims)와 라이언 버빈스키(Ryan Bubinski)가 설립했다.

## 한국어판
한국엔젤투자협회는 코드카데미를 한국어로 변환, 제공하겠다고 발표했다. 현재 코드카데미의 한국어판이 나온 상태다.

## 같이 보기
- 코드닷오알지
- 코세라
- 칸 아카데미
- 리플릿 (통합 개발 환경)
- 유다시티
- 트리하우스 (기업)